# Centre de semences de pommes de terre finlandais
Le Centre de semences de pommes de terre (finnois : Suomen Siemenperunakeskus Oy, SPK) est une ancienne agence gouvernementale devenue en septembre 2002 une société par actions.

## Mission
La société est spécialisée dans l'entretien de semences saines de variétés de pommes de terre couramment cultivées en Finlande, ainsi que dans la production et la commercialisation de semences de base et certifiées de ces variétés. 
L'entreprise est basée à Tyrnävä en Ostrobotnie du Nord dans la zone de production de pommes de terre de semence de haute qualité (fi).

## Actionnaires
À la suite de la vente des actions de l'État en 2002, la société était détenue par:
- HG Vilper Oy (4900 actions),
- Lapuan Peruna Oy (1100 actions),
- Fédération des producteurs agricoles et forestiers (900 actions),
- Ravintoraisio Oy (300 actions),
- Evijärven Peruna Oy (300 actions),
- Järviseudun Peruna Oy (300 actions)
- État finlandais (2200 actions).